# Adenochlaena zeylanica
Adenochlaena zeylanica är en törelväxtart som först beskrevs av Henri Ernest Baillon, och fick sitt nu gällande namn av George Henry Kendrick Thwaites. Adenochlaena zeylanica ingår i släktet Adenochlaena och familjen törelväxter.
Artens utbredningsområde är Sri Lanka. Inga underarter finns listade i Catalogue of Life.